# کاخ رحمت‌آباد
بقایای کاخ رحمت آباد مربوط به سده‌های متاخر دوران‌های تاریخی پس از اسلام است و در شهرستان لارستان، بخش جویم، ۱۹ کیلومتری شمال شهر جویم، منطقه رحمت آباد، در جوار آبشار رحمت آباد واقع شده و این اثر در تاریخ ۱۸ شهریور ۱۳۸۷ با شمارهٔ ثبت ۲۳۴۰۷ به‌عنوان یکی از آثار ملی ایران به ثبت رسیده است.